# Proton Perdana
Der Proton Perdana ist ein Mittelklassewagen, der vom malaiischen Automobilhersteller Proton hergestellt wird. Der Wagen entspricht der 7. Generation des Mitsubishi Galant. Perdana ist Malaiisch und bedeutet im Deutschen Erstklassig.

## Modelle

### Perdana SEi (1995–1998)
Der Perdana wurde 1995 von Proton eingeführt und besaß den erprobten 2,0 Liter-SOHC-Vierzylinder-Reihenmotor 4G63 von Mitsubishi. Der Wagen basierte auf der Plattform des Mitsubishi Galant und entsprach daher dem Mitsubishi-Modell Eterna in Japan, erhielt aber kleinere Veränderungen innen und außen, als es in Malaysia herauskam. Angetrieben wurde er von einem Vierzylinder-Reihenmotor mit 2,0 Liter Hubraum, der 135 PS (99 kW) abgab. Die 1. Generation des Perdana war das erste Proton-Modell, in dem ABS und Tempomat angeboten wurden.
1997 erhielt der Perdana ein Facelift mit optischen und technischen Verbesserungen, darunter ein verchromter Kühlergrill, neu gestaltete Felgen und eine aufgewertete Innenausstattung, was das Modell zusätzlich aufwertete und seinen Erfolg in Malaysia stärkte.

### Perdana V6 (1999–2010)
1999 baute Proton den 2,0 Liter-V6-Motor 6A12 von Mitsubishi in den Perdana ein, der 148 PS (109 kW) leistete. Der Proton Perdana V6 hatte auch ein neues Karosseriepaket und 16"-Felgen. Der Vierzylinder-Perdana wurde noch kurze Zeit parallel gebaut, dann aber eingestellt. Mit seinem von Lotus Cars verbesserten Fahrwerk ist der Wagen sehr kurvenstabil und auch bei hoher Geschwindigkeit sehr sicher.
2003 erhielt der Perdana V6 ein großes Facelift, einen neuen Kühlergrill im Stil von Alfa Romeo (der ihm in Malaysia den Spitznamen Alfadana eintrug) und neue Stoßfänger. Die neue Innenausstattung hatte Aluminiumeffekte. Diese Ausführung wird bis heute angeboten. Zusätzlich gab es eine Luxusausführung des Perdana V6, der im Bereich der hinteren Türen um 25 cm verlängert und Proton Perdana V6 Executive genannt wurde. Der Perdana V6 Executive war im Wesentlichen ein Umbau des normalen Perdana V6 durch Automotive Conversion Engineering (ACE), einer Tochterfirma von EON, die sich darauf spezialisiert hat, Pullman-Limousinen für Politiker zu entwerfen und den TD2000 zu bauen. Es gab zwei Perdana V6 Pullman-Limousinen von ACE, die um 66 cm, bzw. 91 cm, verlängert wurden und sehr viel mehr Luxus als die Executive-Variante bieten.

Wie auch der erste Perdana wurde der Perdana V6 nicht nach Europa exportiert, obwohl er im Vereinigten Königreich von der Autozeitschrift Top Gear im April 1999 getestet wurde, weil es anfangs Pläne gab, den V6 nach Europa zu verkaufen. Letztere wurden aber nie realisiert.

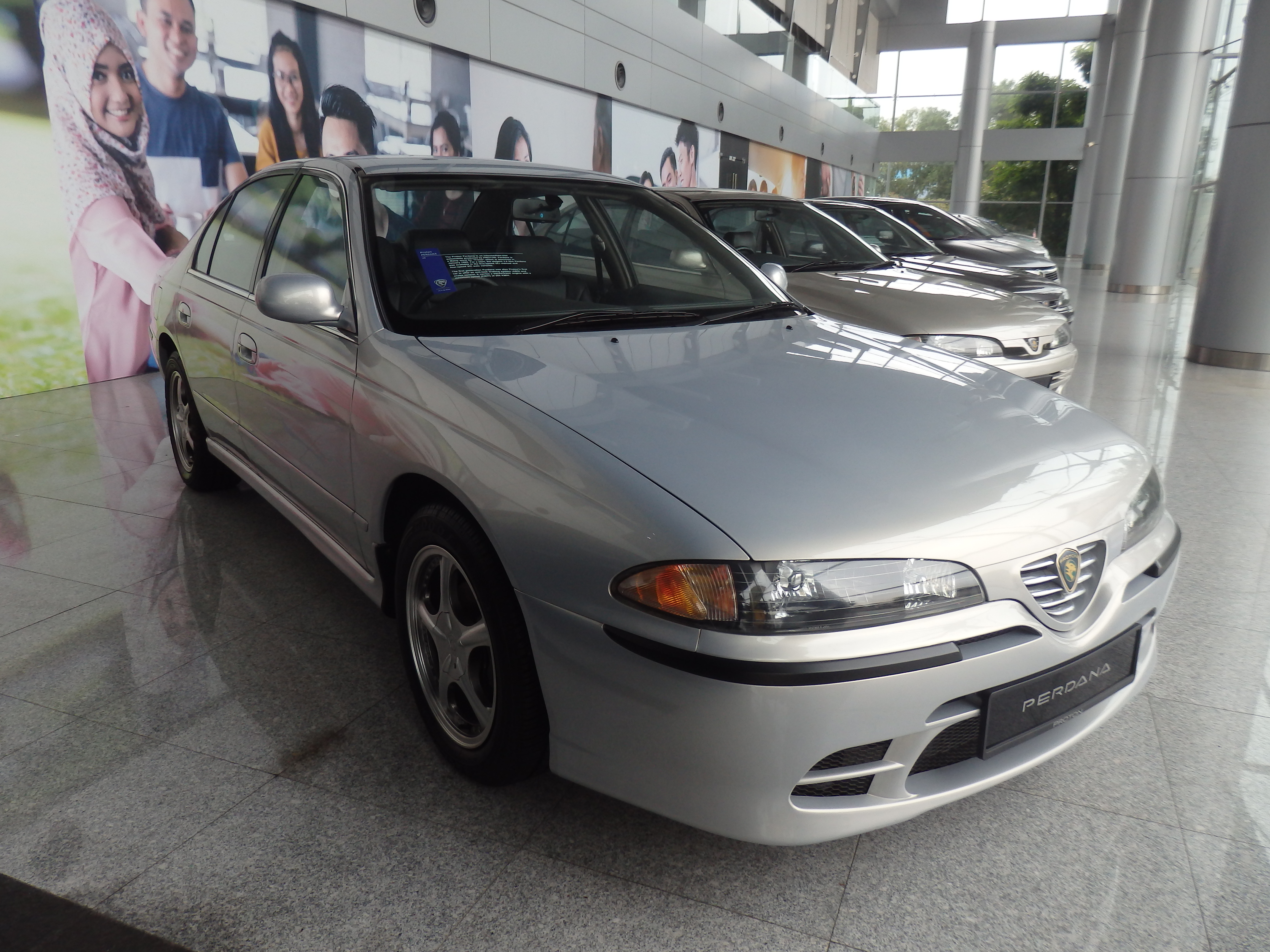
Proton Perdana V6
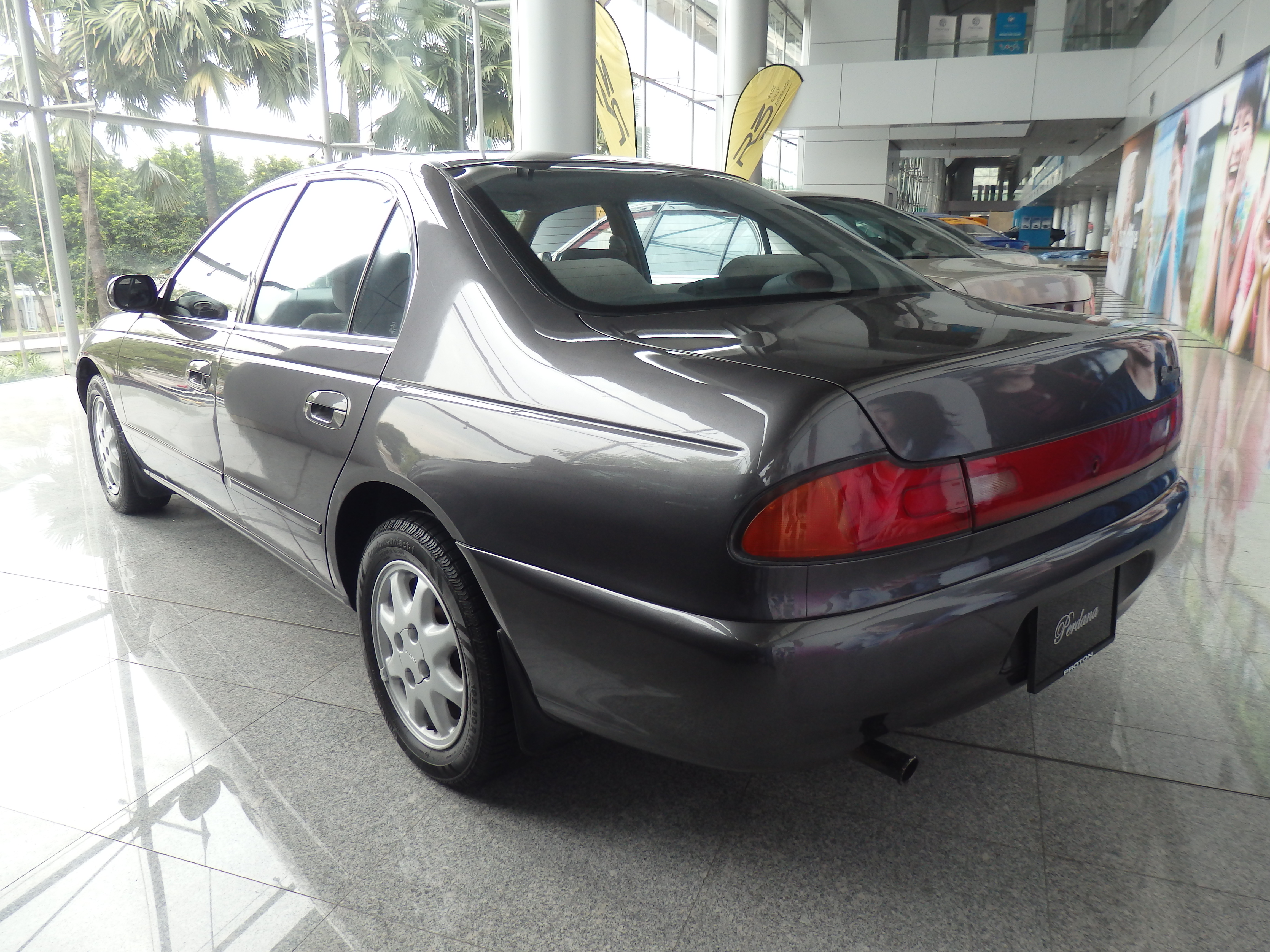
Heckansicht

## Geplante Nachfolger
Als 2004 eine Zusammenarbeit von Proton mit Volkswagen im Gespräch war, erwartete man, dass der Nachfolger des Perdana auf der Plattform des Volkswagen Passat aufgebaut würde. Als Volkswagen aber bekannt gab, dass man die Verhandlungen über eine Kooperation fallen gelassen hatte, wurde auch dieser Plan zu den Akten gelegt.
2005 gab es auch Verhandlungen zwischen Proton und Mitsubishi Australien, den Perdana durch eine Übernahme des Mitsubishi 380 zu ersetzen. Aber auch diese Möglichkeit wurde wieder verworfen.
Als 2009 der Exora herauskam, konnte seine Plattform als mögliche Basis für einen neuen Perdana genutzt werden.

## Einsatz durch die malaiische Regierung
Nach den Richtlinien der malaiischen Automobilpolitik müssen offizielle Regierungsfahrzeuge aus inländischer Produktion sein. Da Proton der einzige vollständig malaiische Automobilhersteller ist, der ausreichend große Autos herstellt, bevorzugt man den Perdana und den Waja als Fahrzeuge für hohe Regierungsbeamte, auch den Premierminister, mit Ausnahme des Landesteils Sarawak.

### Streit über die Unterhaltskosten
Der Qualitätsstandard und die Unterhaltskosten des Perdana V6 Executive wurden 2008 nach einem Streit über die Beschaffung von 14 Mercedes-Benz E 200 Kompressor durch die Provinzregierung von Terengganu – die von der Barisan-Nasional-Partei gestellt wird, die die vorhandenen Proton Perdana V6 aus dem Jahre 2004 als offizielle Regierungsfahrzeuge ersetzen sollten, untersucht. Der Staatssekretär von Terengganu, Mokhtar Nong, argumentierte, dass man sich so entschieden habe, weil die Perdanas nicht ausreichend zuverlässig seien und bei Einsatz für längere Reisen häufig teure Reparaturen benötigten, insbesondere am Getriebe. Zwei Perdanas aus der Regierungsflotte hätten seit 2004 insgesamt Reparaturkosten von RM 175.229,97 bzw. RM 132.357,76 (entspricht rund 36.600 EUR bzw. 27.700 EUR) verursacht.
Proton bestritt den Vorwurf der hohen Unterhaltskosten der Provinzregierung von Terengganu und gab an, dass die regelmäßigen Wartungskosten (Motoröl und Ölfilterwechsel) für den Perdana nur ca. RM 200 betragen würden. Der Streit hat den Verdacht eines Wartungsbetruges bei der Provinzregierung von Terengganu geschürt, da die üblichen gesamten Wartungskosten für einen Perdana V6 für den gleichen Zeitraum wesentlich niedriger sind als von der Provinzregierung angegeben und weil auch seit Oktober 2004 keine Garantieforderungen für defekte Autos von dieser Regierung bei Proton eingegangen sind.
Die Provinz Perak – deren Regierung von der Pakatan-Rakyat-Partei gestellt wird – brachte die gleichen Einwände gegen den Einsatz des Proton Perdana V6 vor und hat kürzlich eine Flotte von Toyota Camry zum Ersatz der Perdanas beschafft. Man gab an, dass nach drei Jahren Betrieb die Servicekosten für die Perdanas so hoch waren, dass die Beschaffung der Camrys Geld sparen würde. Die Provinz Penang gab ebenfalls an, dass sie ihre Flotte von Proton Perdana V6 nötigenfalls durch neue Wagen ersetzen würde und bezifferte die Reparaturkosten auf ca. RM 30.000 (rund 6.300 EUR). Auch hier sollen die Perdana V6 durch Toyota Camry ersetzt werden.
Die Provinzregierung von Sabah hat 38 Volvo S80 als Ersatz für die Perdana-V6-Flotte beschafft.